# Галустян, Карен Мкртичевич
Каре́н Мкртичович Галустя́н (арм. Կարեն Գալուստյան, 5 января 1951, посёлок Калинино (ныне город Ташир) — армянский государственный деятель.

## Биография
- 1957—1968 — средняя школа №1 посёлка Калинино, окончил с золотой медалью.
- 1968—1973 — факультет электроэнергетики Ереванского политехнического института по специальности электронные машины и аппараты.
- 1973—1976 — работал на кафедре «электронные машины и аппараты» Ереванского политехнического института в качестве старшего лаборанта, затем аспиранта.
- 1976—1980 — аспирантура всесоюзного научно-исследовательского института электромеханики (г. Москва).
- 1980—1987 — доцент, ассистент, старший инженер Ереванского политехнического института. Защитил диссертацию (1981).
- 1983—1984 — научная стажировка в Ньюкасельском университете (Англия).
- 1987—1989 — заведующий кафедрой электрических машин и аппаратов Ереванского политехнического института.
- 1989—1992 — проректор по учебной работе Ереванского политехнического института.
- 1992—1997 — заместитель министра энергетики Армении.
- 1997—2000 — первый заместитель министра энергетики Армении.
- 2000—2001 — был министром энергетики Армении.
- 2001—2002 — заместитель председателя совместного российско-армянского предприятия ЗАО «АрмРосгазпром».
- 2002—2003 — советник генерального директора совместного армянско-бельгийского предприятия ЗАО «Лабтек» (Ереван).
- С 2003 — вице-президент ЗАО «Согласие» (Москва).
- С 2003 — генеральный директор ЗАО «Промышленно-инвестиционная компания „Технологии, инвестиции, сервис, энергетика“» (Москва).